# كتائب موناليزا
كتائب الموناليزا هي مجموعة شباب مصريه تكونت من شباب فنانى الجرافيتى و فنانى البيئة والأماكن العامة، بدأت في تصميم بعض المشروعات الفنية الجداريه في مناطق (عشوائيه وشعبيه) متفرقه في الجيزة والقاهرة منذ العام 2010.
كتائب الموناليزا ليست كتائب عسكرية بالمعني المتعارف عليه على الرغم من حربها المقدسة ضد القبح والإهمال، الا انها تري أن المهمة الأقدس هي نشر ثقافة الجمال بين سكان العشوائيات. كان قد شارك فيها الشهيد الفنان أحمد بسيوني.
تتميز هذه المجموعة من الشباب بكونها غير مسيسة وغير مدعومة من أي جهة بل هم شباب مستقل فكريا وماديا، لهم وجهة نظر خاص في دور الفن وعلاقته بالمجتمع، اجتمعت علي هدف أعمق هو محاولة خلق دور إيجابي للفن في الشارع ووسط العامة واتأثير علي النشء من خلال العمل التطوعي.
بدأت كتائب الموناليزا بمشروع «ناس ارض اللواء» بهدف تنمية الوعي الاجتماعي والجمالي للعامة المهمشين الذين عانوا علي مدار طويل من سوء البنية التحتية. 